# ماري لونديس
ماري لونديس (بالإنجليزية: Mary Lowndes)‏ (1857ـ1929) هي فنانة زجاج معشق بريطانية شاركت في تأسيس استوديو وورشة الزجاج المعشق لوانديس ودروري عام 1897. كانت رائدة مؤثرة في حركة الفنون والحرف، ليس فقط لعملها في الزجاج المعشق ولنجاح الاستوديو-الورشة، ولكن أيضًا لفتح الأبواب لفنانات الزجاج المعشق الأخريات. كانت مشاركًا نشطًا في حركة المطالبة بحق اقتراع المرأة، وعملت كرئيسة لرابطة حق الفنانين في الاقتراع، وابتكرت فن الملصقات لمساعدة الحركة.

## النشأة والعمل
ولدت لونديس عام 1857، وهي ابنة رئيس كنيسة سانت ماري، ستورمينستر نيوتن في دورست. تلقت تدريبها الفني في مدرسة سليد للفنون الجميلة في لندن. عندما أكملت لاوندز دروسها الفنية، أصبحت مساعدة لمصمم الزجاج المعشّق البارز، هنري هوليداي. عملت في الاستوديو-الورشة الخاص به حيث رسمت الرسومات (التصاميم) لتكاليف الزجاج المعشق. في أثناء عملها لدى هوليداي، علّمت لونديس نفسها تقنيات الزجاج المعشق. كانت أول نافذة ترسمها عبارة عن نافذة ذات ضوئين بعنوان «إرعَ خرافي»، انتهت منها عام 1893 لكنيسة سانت بيتر، هينتون سانت ماري، دورست.
عاشت لونديس وعملت في تشيلسي، حيث كان لديها استوديو خاص بها للعمل على التصاميم، ولكن لم تكن هناك ورشة قريبة لإكمال عملها في الزجاج المعشق. كانت تسافر إلى ساوثوورك، إلى استوديو-ورشة بريتن وغيلسون، حيث تختار الزجاج الملون لتكاليفها، وتطلي الزجاج وتُشرف على حرق النوافذ وصقلها. عملت لونديس كمصممة زجاج معشق لجيمس باول وأولاده منذ عام 1887 حتى عام 1892.
كانت لونديس من أوائل النساء اللاتي عملن بشكل احترافي في الزجاج المعشق في تسعينيات القرن التاسع عشر.«كانت النساء، الهواة عمومًا، قد يصممن النوافذ أحيانًا ويشاركن حتى في تنفيذها، لكن نادرًا ما يمارسن الفن الكامل بشكل مستقل كوظيفة مهنية بدوام كامل».

## لونديس ودروري
التقت لونديس بفنان الزجاج المعشق الشهير كريستوفر وال، في أثناء عملها في ورشة عمل بريتن وغيلسون، أُعجبت لونديس بزجاجه المعشق المبتكر، ويُظهر عملها المبكر تأثيره الفني. في عام 1897، وبتشجيع من وال، أنشأت لونديس استديو-ورشة خاص بها مع ألفريد جاي. دروري. كان دروري رئيس العمال في ورشة بريتن وغيلسون، ومدرب مشارك في الزجاج الملون مع وال في المدرسة المركزية للفنون والحرف. 
سُميت ورشة الاستوديو الجديدة في تشيلسي لونديس ودروري. تطور المشروع من تجربة لونديس ودروري المشتركة إلى العمل في استوديو كبير، أنشآ شركتهما الجديدة لتلبية احتياجات المدرسة الجديدة للفنانين المستقلين المرتبطين بحركة الفنون والحرف الناشئة. وفر الاستوديو-الورشة المرافق الفنية التي سمحت للفنانين بالعمل على جميع مراحل تكاليفهم الزجاجية الملونة، من التصميم إلى اختيار الزجاج، والطلاء والصقل.
أُنشئت هذه الشراكة باستثمار أولي قدره 30 جنيهًا إسترليني من كل شريك. وقدمت لونديس قرضًا بقيمة 200 جنيه إسترليني وقُدمت قروضًا إضافية بقيمة 280 جنيه إسترليني من رفيقة لوانديس، باربرا فوربس، وخالتها، وصديقتها الآنسة أليس فيفيان كاي، والأنسة جاي.إف. بيرسون. وإلى جانب استثمار دروري الصغير، مولت النسوة الأربع الشركة الجديدة في سنواتها الأولى.
أدارت لونديس العمل الجديد مع دروري، لكنها اختارت ألا تكون كبيرة المصممين للورشة. استخدمت المرافق أساسًا، مثل عملاء الورشة الآخرين، للعمل على تكاليف الزجاج الملون الخاصة بها. حظِي زجاجها المعشق بتقدير كبير وطُلب كثيرًا في ذلك الوقت، ويمكن رؤية عملها في كنائس الأبرشية في جميع أنحاء إنجلترا وويلز.
أسست لونديس ودروري في عام 1906، ذا غلاس هاوس في شارع ليتيس، فولهام، بسبب الحاجة إلى مرافق أكبر. أُنشئ المبنى في 9 و10 و11 و12 شارع ليتيس، كاستوديو زجاج معشق للأعمال المكلفة من لونديس ودروري ولاستخدامه بواسطة فنانين مستقلين. كان عبارة عن استوديو وورشة عمل للزجاج المعشق، صممه كريستوفر وال ودروري. جذب ذا غلاس هاوس العديد من الفنانين، بمن فيهم ويلهيلمينا غيديس وروبرت أنينغ بيل. في أوائل القرن العشرين، اعتُبر استوديو-ورشة الزجاج المعشق المرتبط بحركة الفنون والحرف اليدوية الأكثر أهمية.